# Abram-Daniel Meystre
Pour les articles homonymes, voir Meystre.
Abram-Daniel Meystre, né le 10 novembre 1812 à Curtilles et mort le 26 novembre 1870 à Payerne, est un avocat, un préfet et une personnalité politique suisse.

## Biographie
De confession protestante, originaire de Thierrens, Abram-Daniel Meystre est le fils de Jean-Pierre Meystre, meunier et agriculteur, et de Jeanne Blanc. Il épouse en premières noces, en 1843, Louise Duret puis, en secondes noces, en 1848, Henriette-Marie-Louise Brouppacher. Après une formation de meunier et un apprentissage de commerce, Abram-Daniel Meystre fait des études de droit à l'académie de Lausanne entre 1836 et 1841. Il obtient son brevet d'avocat en 1844. Il exerce comme préfet de Lausanne de 1845 à 1852 puis comme avocat de 1852 à 1855 et dès 1862. Franc-maçon, il est l'un des frères fondateurs de la Grande Loge suisse Alpina en octobre 1871,.

## Parcours politique
Membre du Parti radical-démocratique, Abram-Daniel Meystre est député au Grand Conseil vaudois de 1846 à 1870. Il est en parallèle Conseiller d'État dès 1855 ; il y dirige successivement les départements des affaires militaires, des finances et de justice et police jusqu'en 1862. Il est en outre Conseiller national à trois reprises, du 6 novembre 1848 au 30 novembre 1851, du 4 juillet 1853 au 1er décembre 1855 et du 7 décembre 1863 au 26 novembre 1870. Abram-Daniel Meystre est l'un des chefs de file de la révolution vaudoise de 1845 et l'un des promoteurs du mouvement mutualiste dans le canton,,.